# Zebronia phenice
Zebronia phenice is een vlinder uit de familie van de grasmotten (Crambidae), uit de onderfamilie van de Spilomelinae. De wetenschappelijke naam van deze soort is voor het eerst voorgesteld als Phalaena Pyralis phenice door Pieter Cramer in een publicatie uit 1782.

## Voorkomen
De soort komt voor op het vasteland van Afrika ten zuiden van de Sahara en op de Comoren, Madagaskar, Réunion, Mauritius en de Seychellen (Mahé).

## Waardplanten
De rupsen van Zebronia phenice zijn polyfaag en kunnen leven op:
- Bignoniaceae
  - Kigelia aethiopica
  - Kigelia africana subsp. moosa
  - Markhamia lutea
  - Spathodea campanulata
  - Stereospermum kunthianum
- Euphorbiaceae
  - Ricinus communis
- Malvaceae
  - Hibiscus esculentus
- Poaceae
  - Stenotaphrum sp.
- Rhamnaceae
  - Ziziphus mauritiana